# Marc Tul·li Ciceró (avi de Ciceró)
Marc Tul·li Ciceró va ser l'avi de Ciceró, el famós orador romà. Formava part de la gens Túl·lia.
Era un dels caps de la seva comunitat a Arpinium i es va oposar al seu cunyat Marc Gratidi, que agitava la ciutat amb la demanda de vot de desempat. La qüestió va ser sotmesa al cònsol Marc Emili Escaure (115 aC), que va felicitar a Ciceró per la seva actitud, i va dir-li que veuria amb entusiasme a una persona amb aquest esperit i integritat exercint els seus poders a la metròpoli, en comptes d'estar-se tancat en un poble rural.
Vivia encara quan va néixer el seu net, a qui no s'assemblava gens en els gustos, ja que no li agradava la literatura estrangera.